# 상간 이동 촉매제
상간 이동 촉매제(영어: phase-transfer catalyst, PTC)는 한 상에서 다른 상으로 반응물이 이동할 수 있도록 도와주는 촉매이다.